# Comuna de Olkusz
Olkusz (polaco: Gmina Olkusz) é uma gminy (comuna) na Polónia, na voivodia de Pequena Polónia e no condado de Olkuski. A sede do condado é a cidade de Olkusz.
De acordo com os censos de 2004, a comuna tem 50 366 habitantes, com uma densidade 334,3 hab/km².

## Área
Estende-se por uma área de 150,66 km², incluindo:
- área agrícola: 44%
- área florestal: 45%

## Demografia
Dados de 30 de Junho 2004:
|                      | Total   | Total | Mulheres | Mulheres | Homens  | Homens |
| -------------------- | ------- | ----- | -------- | -------- | ------- | ------ |
|                      | pessoas | %     | pessoas  | %        | pessoas | %      |
| População            | 50 366  | 100   | 25 831   | 51,3     | 24 535  | 48,7   |
| Densidade (pop./km²) | 334,3   | 100   | 171,5    | 171,5    | 162,9   | 162,9  |

De acordo com dados de 2002, o rendimento médio per capita ascendia a 1200,27 zł.

## Comunas vizinhas
- Bolesław, Bukowno, Jerzmanowice-Przeginia, Klucze, Krzeszowice, Sułoszowa, Trzebinia, Trzyciąż, Wolbrom